# Ematoma periorbitale
L'ematoma periorbitale, detto anche occhio nero, occhio pesto, segno del procione o del panda, è un ematoma che circonda l'occhio ad eziologia multifattoriale.
Comunemente è causato da un trauma subito al viso o alla testa.
Il nome deriva dal colore livido che assume l'area attorno all'occhio a causa dell'accumulo sanguigno che avviene sotto la pelle, sia per l'infiammazione sia per la rottura dei capillari.
Se entrambi gli occhi sono interessati e vi è stato un trauma alla testa, esso può essere dovuto alla rottura delle ossa della base cranica.
Dopo il riassorbimento dell'ematoma a volte risulta un alone giallo più persistente dovuto ai residui di ferro nella pelle.

## Trattamento
Applicare del ghiaccio quanto basta; se si nota un corpo estraneo e/o la vista viene compromessa, recarsi al pronto soccorso o consultare il medico.